# Diecéze Pesto
Diecéze Pesto je titulární diecéze římskokatolické církve.

## Historie

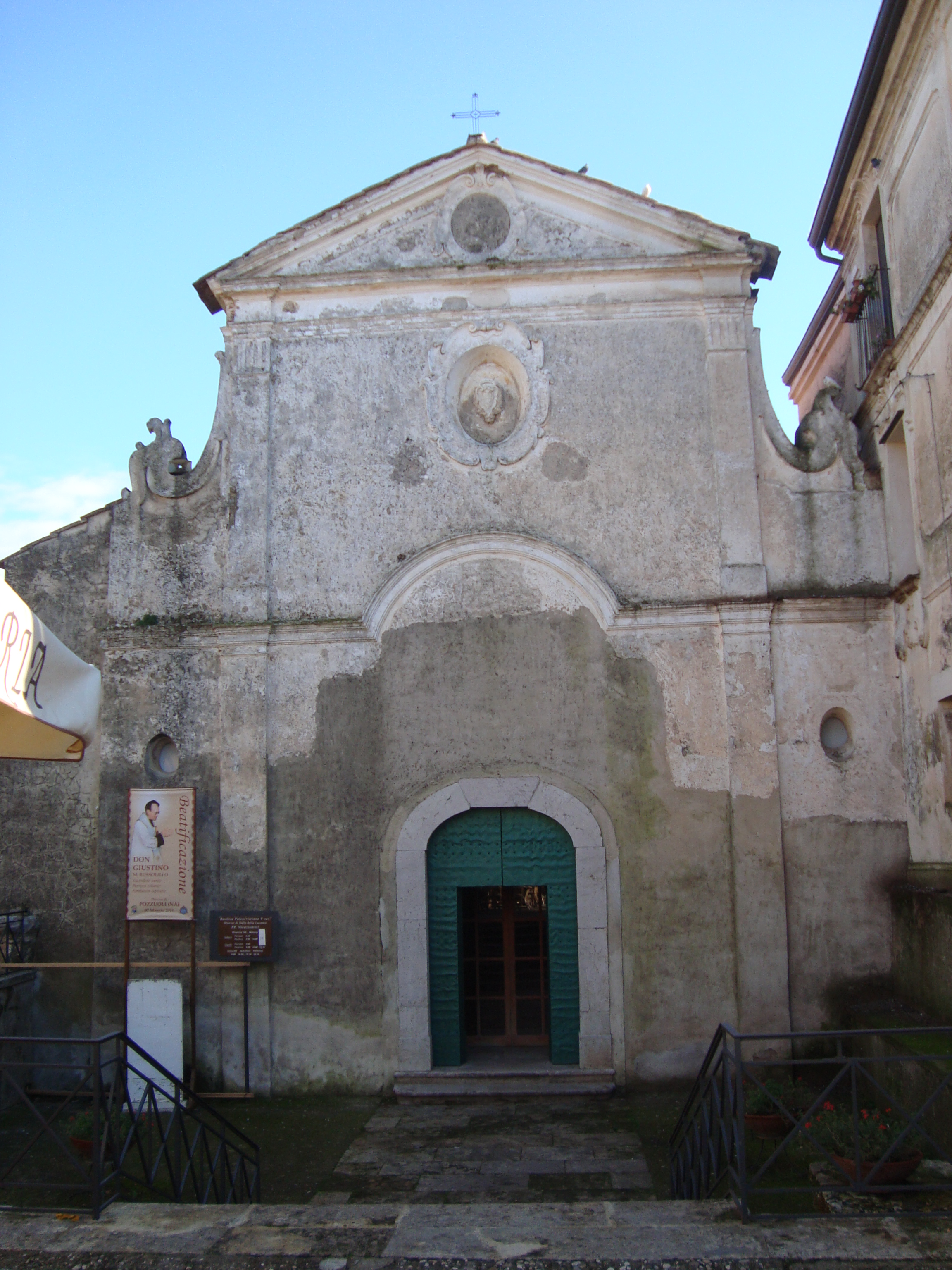
Kostel Nejsvětějšího Zvěstování (Paestum)

Současná diecéze Vallo della Lucania je dědičkou starobylého biskupského sídla Paestum. První známý biskup tohoto sídla Fiorentius se datuje do 5. století.
Titul Pesto nosili biskupové i poté, co se jejich sídlo přestěhovalo do Capaccio.
Dnes je využívána jako titulární biskupské sídlo; současným titulárním (arci)biskupem je Giovanni d'Aniello apoštolský nuncius.

## Seznam titulárních biskupů
- Alfred Leo Abramowicz (1968–1999)
- Anton Coşa (1999–2001)
- Giovanni d'Aniello (od 2001)